# Джеймс Уудс
Джеймс Хауърд Уудс (на английски: James Howard Woods) е американски филмов, телевизионен и театрален актьор, носител на „Златен глобус“, „Сатурн“, по три награди „Еми“ и „Сателит“, номиниран е за две награди „Оскар“. Добива световна известност след участието си във филма на Серджо Леоне – „Имало едно време в Америка“. От 1998 г. има звезда на Холивудската алея на славата.

## Биография
Роден е като Джеймс Хауърд Уудс на 18 април 1947 година в градчето Върнал. Баща му, Гейл Пейтън Уудс е армейски офицер от разузнаването, който умира през 1960 година след рутинна хирургическа операция. Майка му, Марта А. Смит (моминско) работи в предучилищни групи след смъртта на съпруга си. Впоследствие се омъжва повторно за Томас Е. Диксън.
Джеймс Уудс израства в град Уоруик, където посещава Пилигримската гимназия. Той продължава образованието си като студент в Масачузетския технологичен институт, където специализира политология, въпреки че първоначално възнамерява да започне кариера като хирург. Докато посещава института, Уудс се заклева като член на студентското братство – „Тета Делта Чи“. По това време той също е и активен член на театралната група „Драмашоп“, където участва като актьор и режисьор в няколко пиеси. През 1969 година, Джеймс Уудс напуска института преди да се дипломира, за да се посвети изцяло на актьорската кариера. В едно интервю след години, той заявява, че е станал актьор благодарение на бащата на Бен Афлек – Тим Афлек, който е сценичен мениджър към театралната компания в Бостън, Масачузетс, докато Уудс е студент в града.

## Избрана филмография
| година | филм                       | оригинално заглавие         | роля                 | режисьор         |
| ------ | -------------------------- | --------------------------- | -------------------- | ---------------- |
| 1973   | Каквито бяхме              | The Way We Were             | Франки               | Сидни Полак      |
| 1975   | Нощни действия             | Night Moves                 | Куентин              | Артър Пен        |
| 1979   | Лучените полета            | The Onion Field             | Грегъри Улас Пауъл   |                  |
| 1981   | Очевидец                   | Eyewitness                  | Алдо Мърсър          |                  |
| 1983   | Видеодром                  | Videodrome                  | Макс Рен             |                  |
| 1984   | Имало едно време в Америка | Once Upon a Time in America | Максимилиян Беркович | Серджо Леоне     |
| 1986   | Салвадор                   | Salvador                    | Ричард Бойл          |                  |
| 1994   | Сега и завинаги            | The Getaway                 | Джак Бениън          | Роджър Доналдсън |
| 1994   | Специалистът               | The Specialist              | Полковник Нед Трент  | Луис Льоса       |
| 1995   | Казино                     | Casino                      | Лестър Даймънд       | Мартин Скорсезе  |
| 1995   | Никсън                     | Nixon                       | Х.Р. Хелдман         |                  |
| 1997   | Контакт                    | Contact                     | Майкъл Китз          | Робърт Земекис   |
| 1999   | Обречени да умрат          | The Virgin Suicides         | Роналд Лисбън        | София Копола     |